# Ruta del Vino del Valle de San Antonio

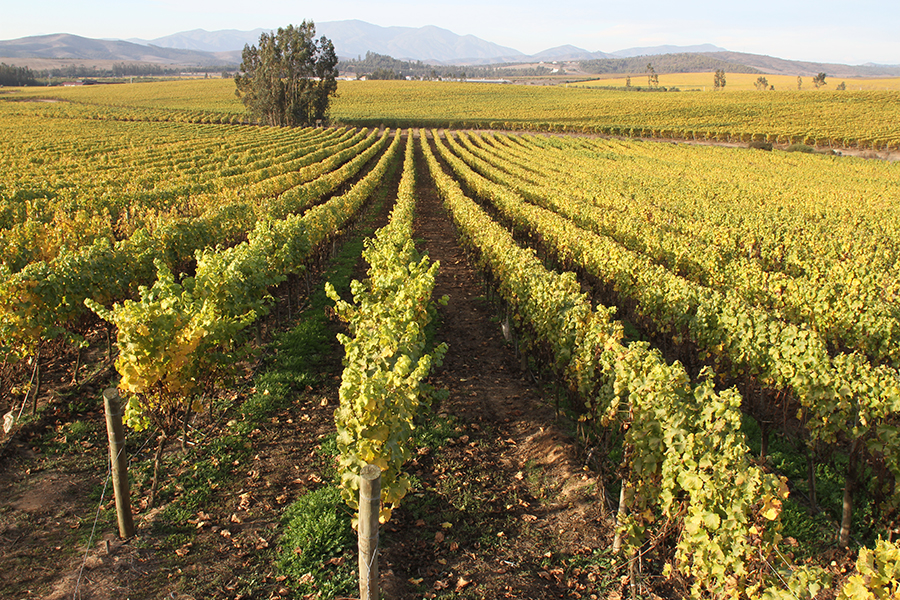
Viñedos en la zona de Leyda en el Valle de San Antonio.

La ruta del vino del Valle de San Antonio es una de las rutas del vino chileno ubicada en la región vitícola de Aconcagua, subregión Valle de San Antonio, Región de Valparaíso, Chile. En este valle existen dos viñas abiertas permanentemente a la actividad turística de acuerdo al diagnóstico de 2013.

## Principales viñas
Las principales viñas productoras de vino abiertas al turismo en el Valle San Antonio son:
- Viña Matetic, Fundo Rosario s/n, Lagunillas, comuna de Casablanca. Posee viñas orgánicas y biodinámicas, posee además servicios de restaurante.
- Viña Casa Marín, Camino Lo Abarca s/n, a 4 kilómetros del océano Pacífico, comuna de Cartagena. Gracias a su cercanía al mar posee un terroir único.

## Fiesta de la Vendimia
La Fiesta de los Vinos de Lo Abarca, esta localidad ubicada en la comuna de Cartagena se encuentra a 4 kilómetros de San Antonio y celebra desde el año 2006 la cosecha de una de las viñas más cercanas al mar en Sudamérica como ocurre con el Viñedo Cartagena, siendo la estrella los vinos Sauvignon Blanc. Esta fiesta contempla la cata de vinos, el paseo en carruajes del siglo XIX. La fiesta es organizada por la viña Casa Marín de Lo Abarca.